# Oberneuching
Oberneuching ist ein Gemeindeteil der Gemeinde Neuching und eine Gemarkung im oberbayerischen Landkreis Erding. 

## Wappen
Bei dem Wappen handelt es sich um eine Gugel.

## Lage
Das Pfarrdorf Oberneuching liegt gut acht Kilometer südwestlich des Zentrums von Erding.
Die Gemarkung Oberneuching umfasst etwa 1281 Hektar und liegt vollständig im Gemeindegebiet von Neuching. Auf ihr liegen die Neuchinger Gemeindeteile Harlachen, Holzhausen, Lausbach, Lüß, Oberneuching und Oberneuchingermoos, sowie die ehemaligen Gemeindeteile Fuxleben und Wolfsleben.

## Geschichte

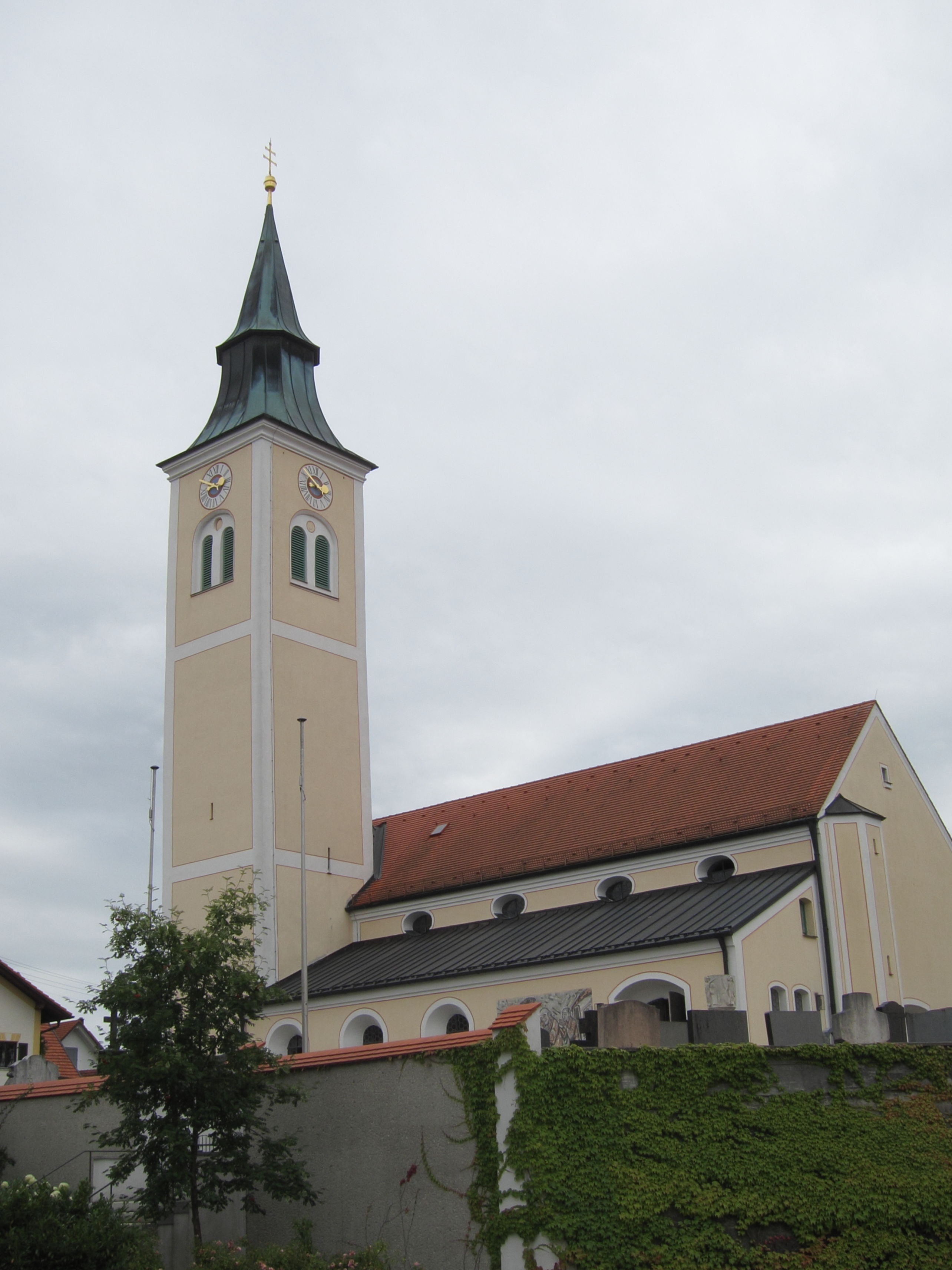
Kirche St. Martin in Oberneuching

Der Siedlungsname ist 771 (Kopie des 11. Jahrhunderts) als Niuhinga, 782 (Kopie von 824) als Niuuihingas, 940 als Niuhinga, 1100 als Niuchingan, …1452 als Oberneuching … bezeugt. Es ist der Personenname *Niwicho zu erschließen, der durch das Zugehörigkeitssuffix -ing abgeleitet ist.
Neuching gehörte zum Rentamt München und zum Landgericht Schwaben des Kurfürstentums Bayern. Oberneuching war Sitz einer Hauptmannschaft (sowohl für Ober- als auch Niederneuching). 1818 wurde mit dem bayerischen Gemeindeedikt die Gemeinde Oberneuching gebildet. Ursprünglich bestand die Gemeinde aus den Orten Harlachen, Holzhausen, Lausbach und Oberneuching und hatte eine Fläche von etwa 1283 Hektar. Im Ortsverzeichnis 1952 wurden erstmals die noch nicht amtlich benannten Gemeindeteile Fuxleben, Lüß, Oberneuchingermoos und Wolfsleben genannt, die im folgenden Ortsverzeichnis als amtliche Gemeindeteile angegeben sind. Die Gemeinde Neuching wurde am 1. Januar 1970 durch den Zusammenschluss der Gemeinden Oberneuching und Niederneuching neu gebildet. Oberneuching ist seither Sitz der Gemeinde Neuching und der Verwaltungsgemeinschaft Oberneuching.